# Наяда тончайшая
Наяда тончайшая, Каулиния тончайшая (лат. Najas tenuissima, Caulinia tenuissima) — вид водных растений рода Наяда семейства Водокрасовые (Hydrocharitaceae); ранее выделялся в отдельное семейство Наядовые. Включён в Красную книгу РФ, входит в первую категорию статуса редкости.

## Описание
Однолетнее растение. Стебли ломкие, сильноразветвлённые; листья узкие, нитевидные, с мелкими зубцами по краю. Цветки однополые, предельно упрощённые.

## Распространение и экология
Реликтовый вид, распространённый в ряде регионов Евразии. Встречается редко.
Растёт полностью погружённым в воду. Селится на песчаном дне хорошо прогреваемых водоёмов на глубине до 1,5 метра.